# Politbureau 1985
Hieronder de samenstelling van het Politbureau van het Centraal Comité van de Communistische Partij van de Sovjet-Unie (stemhebbende leden), in 1985, na de dood van Konstantin Tsjernenko, de benoeming van Michail Gorbatsjov tot secretaris-generaal en bij het begin van de perestrojka.
| Afbeelding | persoon                 |
|            | Michail Gorbatsjov      |
|            | Andrej Gromyko          |
|            | Hejdar Alijev           |
|            | Edoeard Sjevardnadze    |
|            | Volodymyr Sjtsjerbytsky |
|            | Nikolaj Ryzjkov         |
|            | Jegor Ligatsjov         |
|            | Viktor Grisjin          |
|            | Michail Solomentsev     |
|            | Vitali Vorotnikov       |
|            | Viktor Tsjebrikov       |
|            | Dinmoechamed Koenajev   |

## Bron
- (en)  Leadership of the Communist Party of the Soviet Union (CPSU, 1917-1991)